# 소름 (2014년 영화)
《소름》(영어: Creep)은 미국에서 제작된 패트릭 브라이스 감독의 2014년 파운드 푸티지 심리 공포 영화이다. 패트릭 브라이스 등이 출연하였다.

## 출연
- 패트릭 브라이스
- 마크 두플라스